# بيل دوران (متسابق دراجات نارية)
بيل دوران (بالإنجليزية: Bill Doran)‏ كان متسابق دراجات نارية بريطاني. نافس في سباقات بطولة العالم لفئة 500 سي سي ولفئة 350 سي سي ولفئة 50 سي سي. كما شارك في كأس جزيرة مان السياحية.